# Bou Henni
Bou Henni (anciennement Jean Mermoz pendant l'Algérie française) est une commune de la wilaya de Mascara en Algérie.

## Géographie

### Situation
| Ras El Aïn Amirouche | Mocta Douz  | Mohammadia |
| Sig                  | Bou Henni   | Mohammadia |
| Chorfa               | El Guettana | Hacine     |

## Histoire
En 1784 au Sig, lors d'une bataille contre l'invasion espagnole, un combattant, Henni, fut blessé et mourut.
D'où le nom de Bou-Henni donné au village en 1875.
Reconstruit après les inondations de 1927, entre 1930 et 1933, le village reçut le nom de Jean Mermoz, en 1936, en hommage à l'aviateur qui avait survolé l'Afrique à bord de son hydravion appelé la Croix du Sud.